# ماريا بوروفيتشنكو
ماريا سيرجيفنا بوروفيتشنكو ( بالأوكرانية : Боровиче́нко Марі́я Сергі́ївна ) هي مسؤولة طبية سوفيتية برتبة عريف في كتيبة حراس المدفعية الثانية و الثلاثين ، و نالت ميدالية الاستحقاق العسكري ووسام الشجاعة ووسام النجمة الحمراء ووسام الراية الحمراء

كما أنها في مايو (أيار) 1965 مُنحت وسام بطل الاتحاد السوفيتي بعد موتها لانقاذها للملازم . وُلدت ماريا بوروفيتشنكو في الحادي و العشرين من شهر أكتوبر (تشرين الأول) لعام 1925 و قُتلت في الرابع عشر من شهر يوليو (تموز) لعام 1943 .

## حياتها
كانت ماريا يتيمًة وقام عمها بتربيتها بالقرب من منطقة ماشيلوكا

، وانضمت إلى مدرسة التمريض مع بداية الحرب العالمية الثانية و أثناء هروبها من مدينة كييف بعدما استهدفها الألمانيون استطاعت بوروفيتشنكو جمع معلومات قيمة و سلتمها لألكسندر رودمتسيف قائد كتيبة اللواء الجوي الخامسة من الفيلق الجوي الثالث ، وبهذه المعلومات استطاع الجنود السوفيتيون الحاق الهزيمة ببعض الجنود الألمان و بهذا حظيت بوروفيتشنكو على منصب في الخدمة . في الحادي والثلاثين من شهر أغسطس (أب) لعام 1941 وخلال معركة كييف (1941) أُصيبت في المعركة وعلى الرغم من ذلك استكملت المعركة و حمت فائد المعركة من احتجاز الألمان له و استطاعت اسر ضابط ألماني ذو رتبة عالية و بهذا استطاعت جذب اهتمام رودمتسيف الذي اتبع إنجازاتها عن قرب . وبالرغم من كل ذلك ألا وأنه تم أسر بوروفيتشنكو في قرية بالقرب من كازاسكوي ولكنها سرعان ما حررت نفسها مت الأسر و اخطرت فريقها بذلك الأمر . في الخامس من شهر سبتمبر (أيلول) لعام 1941 بعد محاصرة الألمان لكييف نقل رومتسيف جنوده من نهر سيم إلى كنوتوب ولكن الألمان لحقوا بهم ساعين للنيل منهم من خلال تدمير جسر السكة الحديدية ولكن بوروفيتشنكو رأتهم قادمين وأقنعت الجنود الأخرين بإنشاء رشاش ماكسيم وكمراقبة و مستطلعة فقد مهدت الطريق للجنود ،و قد هنأها رومتسيف نفسه على ذلك . في السابع عشر من سبتمبر (أيلول) و بينما تقوم بعملية استطلاع قامت بأسر عشرة جنود ألمان وحدها ، ظهرت بشكل بارز في الجرائد و استمرت في معاركها . في معركة ستالينغراد أُصيب خطيبها برصاصة .

عُرفت بوروفيتشنكو بالنسبة للمقاتلين باسم ماشنكا من ماشيلوكا و انتقلت بوروفيتشنكو إلى مساعد طبي أخر وهو ميخائيل كرافتشوك

. عندما لاحظت دبابة العدو ألقت عليها قنبلة يدوية و حمت ملازم الكتيبة العسكرية بي.كورنيينكو بنفسها ، وفي هذه اللحظة انفجرت قذيفة مدفعية عند قدمها و قُتلت بنيران المدفعية . قال رودمتسيف أنها واحدة من أفضل جنوده . تم دفن بوروفيتشنكو بالقرب من ميخويشويف وفي مايو (أيار) 1965 مُنحت وسام بطل الاتحاد السوفيتي تكريمًا لها .

بعد وفاتها سُميت مدرسة التمريض التي التحقت بها باسم N122 كما أنه في عام 1965 تم تصوير فيلم لايوجد جنود مجهولين (بالروسية:Нет неизвестных солдат ) حيث تم انتاجه مخصوصًا وكان يحتوي على تسجيلات إخبارية ، كما انه تم تسميه شارع انفيا في بيلغورود باسمها .